# HD 120544
HD 120544，又名BD-19 3754，SAO 158192、HR 5202，是一颗恒星，视星等为6.53，位于銀經321.42，銀緯40.84，其B1900.0坐标为赤經13h 45m 5.8s，赤緯-19° 40.84′ 6″。